# Râul Lacul cu Șerpi
Râul Lacul cu Șerpi este un curs de apă, afluent al râului Șușița. 